# Javier Irureta
Javier Irureta (* 1. April 1948 in Irún) ist ein ehemaliger spanischer Fußballspieler und -trainer.
Javier Irureta ist ein berühmter Fußballtrainer und früherer Spieler. Zusammen 13 Jahre spielte er für Atlético Madrid und Athletic Bilbao als Stürmer. Als Trainer hat er mehrere spanische Erstligisten betreut – besonders erfolgreich bei Celta und Depor. Er erhielt 1998 den Titel „Trainer des Jahres“, während er Celta trainierte, sowohl von Don Balón als auch El País und als Meister mit Depor erhielt er diese Auszeichnung von Don Balón ein zweites Mal. Als einziger Trainer überhaupt gelang es Irureta die beiden wichtigsten baskischen Teams, Athletic Bilbao und Real Sociedad, sowie die beiden größten galicischen Clubs, Celta Vigo und Deportivo La Coruña zu trainieren.

## Spielerkarriere

### Atlético Madrid
Irureta war Teil der legendären Mannschaft von Atlético Madrid Anfang der 1970er Jahre. Er erreichte mit seinem Club zwei Meistertitel, konnte einmal die Copa del Generalísimo gewinnen und gewann den Weltpokal 1974 gegen den CA Independiente aus Argentinien mit 2:0/0:1, da der FC Bayern München, der zuvor gegen Atlético das Europapokalfinale gewonnen hatte, nicht antrat.

### Athletic Bilbao
Nach acht erfolgreichen Jahren bei Atlético Madrid ließ Irureta seine Spielerkarriere bei Athletic Bilbao im heimischen Baskenland ausklingen. Dort wurde er je einmal Vize-Copa-del-Rey-Sieger als auch Vize-UEFA-Pokal-Sieger.

### International
Zwar kommt Javier Irureta auf sechs Einsätze für die spanische Nationalmannschaft, da diese jedoch zu diesem Zeitpunkt sehr schwach war, spielte er bei keinem größeren Turnier für sein Land. Zudem lief er einmal für die Baskische Fußballauswahl auf.

## Trainerlaufbahn
Javier Irureta konnte 1991 mit Real Oviedo als Sechster in den UEFA-Pokal einziehen. Dies schaffte er 1998 ebenfalls mit Celta Vigo. Seine erfolgreichste Zeit jedoch hatte er bei Deportivo La Coruna, wo er 1999 eingestellt wurde. Mit den Galiciern gewann er unter anderem 2000 die Meisterschaft sowie 2002 die Copa del Rey im Finale gegen Real Madrid. Nach der Meisterschaft folgte 2001 und 2002 jeweils die Vize-Meisterschaft, so wie 2003 und 2004 der 3. Platz und somit die Qualifikation für die UEFA Champions League, in der er sein Team 2001 und 2002 ins Viertelfinale, 2004 sogar ins Halbfinale führte. Nach 6 äußerst erfolgreichen Jahren zog sich Irureta erst einmal vom täglichen Trainergeschäft zurück.
Im Jahr 2006 wurde Irureta Trainer bei Betis Sevilla. Er hatte jedoch einen erfolglosen Kurz-Auftritt bei den abstiegsgefährdeten Andalusiern, wo er noch während der Hinrunde entlassen wurde. Von Januar bis März 2008 war er Trainer bei Real Saragossa als Ersatz für den zuvor entlassenen Víctor Fernández. Nach nur einem Sieg aus den ersten sechs Spielen und der Tatsache, dass sich Saragossa nur aufgrund des direkten Vergleichs auf einem Nicht-Abstiegsplatz befand, zog Irureta Konsequenzen und trat nach nur 6 Wochen auf der Trainerbank bereits wieder zurück.

## Titel

### Als Spieler
Atlético Madrid
- Spanischer Meister (2): 1969/70, 1972/73
- Spanischer Pokalsieger (1): 1971/72
- Weltpokalsieger (1): 1974

### Als Trainer
Deportivo La Coruña
- Spanischer Meister (1): 1999/2000
- Spanischer Pokalsieger (1): 2001/02
- Spanischer Supercupsieger (2): 2000, 2002